# Sergio Neri

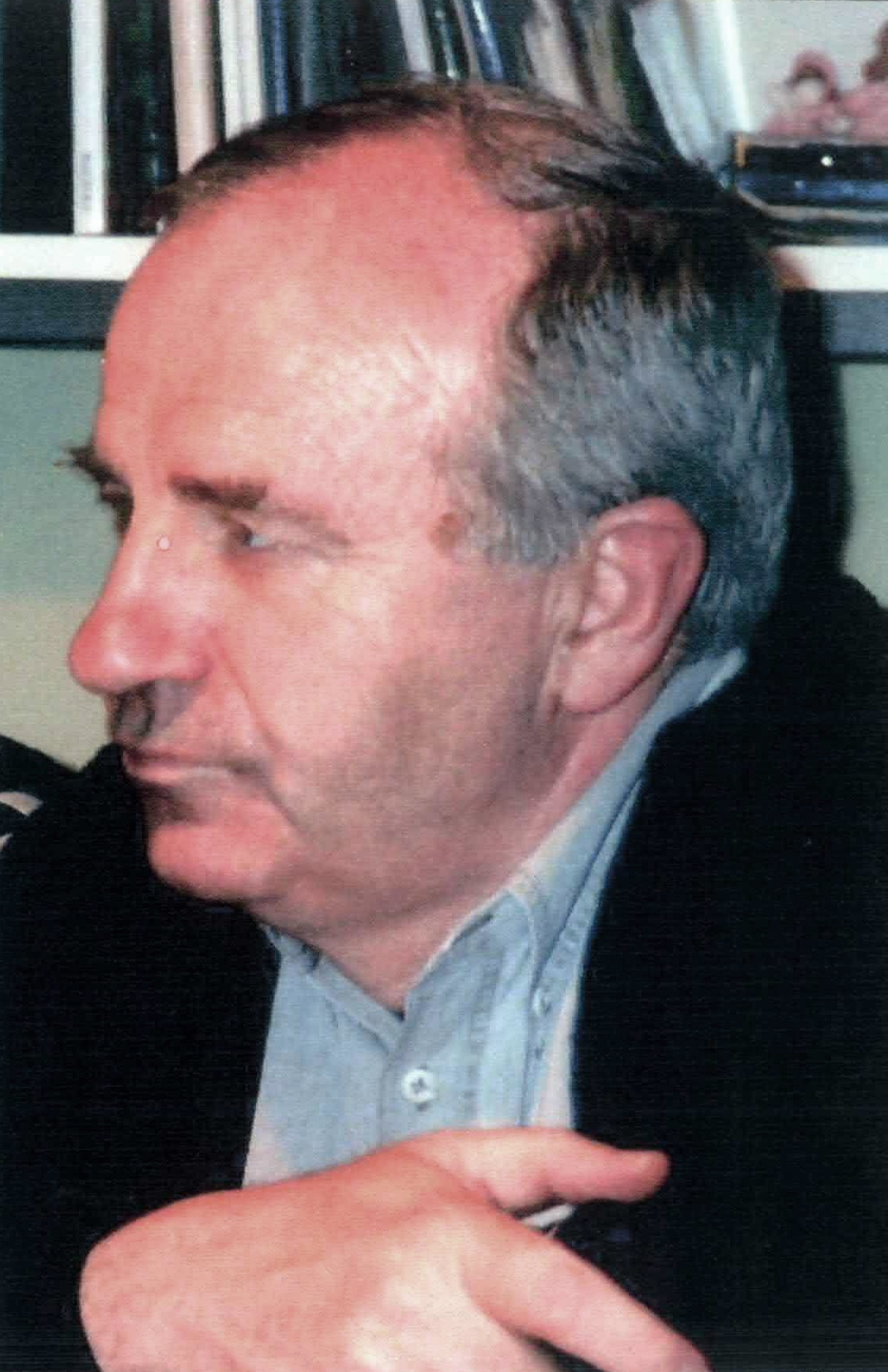
Sergio Neri, pedagogista Italiano
(San Felice sul Panaro, 1937 – Modena, 2000)

Sergio Neri (San Felice sul Panaro, 21 agosto 1937 – Modena, 18 ottobre 2000) è stato un pedagogista, insegnante e educatore italiano.

## Biografia
Quarto di sei figli di una famiglia di modeste condizioni economiche, ma interessata alla politica e alla lettura, cresce a San Martino Carano, una frazione di Mirandola, e studia presso l'Istituto Magistrale "Carlo Sigonio" di Modena diplomandosi nel 1955. Nel 1960, superato il concorso magistrale, parte per la Sardegna dove per due anni insegna presso la scuola elementare di Nulvi, in provincia di Sassari. Nel 1962 rientra in Emilia e insegna come maestro elementare in alcune frazioni del Comune di Mirandola.
Nello stesso anno con l'amico Flavio Pellacani fonda, a Mirandola, il Circolo Culturale "Piero Gobetti" al quale aderisce subito un gruppo di amici che condivide con i due fondatori la spinta ideale, il gusto della discussione e dell'approfondimento, la curiosità culturale per i problemi sociali e politici e per le espressioni artistiche del momento storico che stanno vivendo.
Sempre nel 1962 si iscrive alla Facoltà di Magistero dell'Università di Bologna.
Dalla prima conoscenza e frequentazione della colonia estiva di Saint-Hilaire (villaggio francese affacciato sull'Atlantico, in Vandea) che, successivamente, sarà oggetto della sua tesi di Laurea (1967), Sergio Neri ricava lo spunto per proporre al Comune di Mirandola un modo diverso di organizzare i soggiorni estivi per bambini.
In quegli anni, in Italia, avviene il passaggio da una visione assistenziale della colonia ad una concezione in cui prevalgono le finalità educative. L'Amministrazione comunale di Mirandola è particolarmente sensibile e aperta alle nuove idee, perciò incarica Neri dell'organizzazione delle case di vacanza. Egli le dirigerà dal 1965 al 1974, pur ricoprendo il ruolo di Direttore Didattico nel Comune di Concordia sulla Secchia dal 1968. Si tratta delle colonie di Dogana Nuova (sull'Appennino modenese) prima e di Pinarella di Cervia (sull'Adriatico) successivamente. Nel 1972 su incarico dell'allora Assessore all'Istruzione Liliano Famigli, Sergio Neri riorganizza, in base alle sue idee innovative, le colonie del Comune: a Pinarella di Cervia (vicino alla colonia di Mirandola), a Sestola e il campeggio di Pievepelago. Assistenti alle colonie estive sono quegli stessi insegnanti che, durante l'anno scolastico, sono impegnati come docenti comunali "integrativi" nelle varie scuole elementari.
Oltre alla ventata di aria fresca costituita dalle idee francesi, un altro rilevante elemento (in questo caso del tutto autoctono) ha connotato in modo rivoluzionario le colonie estive di Sergio Neri: l'ospitalità che veniva offerta ai disabili gravi e gravissimi ricoverati presso l'Istituto Charitas di Modena del quale Neri è stato direttore dal 1970 al 1972.
Il Comune di Modena, dove Sergio Neri si è trasferito nel 1971, che è molto sensibile ai problemi del diritto allo studio dei giovani e soprattutto dell'infanzia, non solo fornisce tutto il supporto logistico (mensa, trasporto, insegnanti "integrativi" e di sostegno) di cui la scuola ha bisogno per affrontare le nuove sfide, ma soprattutto si incarica della pianificazione territoriale tra scuola ed extrascuola.
Nello stesso anno 1971 Neri ricopre l'incarico di Coordinatore per le scuole dell'infanzia del Comune di Modena, incarico che mantiene fino al 1987.
Nel 1977 si laurea in psicologia presso l'Università di Padova.
Nel 1987 diventa Ispettore Tecnico Periferico per la scuola elementare e viene assegnato al Provveditorato agli Studi di Modena.
Nel 1988 è Dirigente Superiore del Ministero della Pubblica Istruzione per i servizi ispettivi: e in questa funzione si occupa di scuola dell'infanzia e disabilità (all'epoca denominata "handicap").
Nel 1997 viene nominato Coordinatore dell'Osservatorio Nazionale Permanente per l'integrazione dei portatori di handicap.
Sergio Neri è educatore, ma anche uomo delle Istituzioni: è capace di raccordare tra loro il progetto educativo che ha in mente (e che esplicita nella sua varia attività pubblicistica e formativa) con il funzionamento delle istituzioni. Egli sostiene che non c'è contrapposizione tra la norma e la prassi, se si conoscono, si rispettano e si utilizzano correttamente le procedure.
Anche nel campo della pubblicistica il suo impegno è rilevante: dal 1967 al 1973 collabora con la Casa editrice Giunti come redattore delle riviste Vita dell'infanzia e La vita scolastica. Dal 1973 inizia la trentennale attività di Direttore della rivista L'educatore (Fabbri Editori). Ha pubblicato numerose opere di pedagogia, didattica e organizzazione scolastica.
Sergio Neri muore il 18 ottobre 2000, colpito da un male incurabile.
Nel 2002 un gruppo di amici di Sergio Neri costituisce l'Associazione Sergio Neri con lo scopo di approfondire e diffonderne il pensiero pedagogico.

## Pensiero
Fin dai primissimi anni di insegnamento - e ne sono testimoni attendibili le cronache e le osservazioni contenute nei suoi registri/diari di classe - la prima e fondamentale preoccupazione di Sergio Neri è che nessun bambino rimanga ancorato alle proprie iniziali difficoltà: anzi si sente fortemente impegnato a fare in modo che ciascuno possa disporre di tutte quelle opportunità e di quelle strategie didattiche che gli consentano di apprendere di più e con maggiore soddisfazione. Questa esigenza, anzi questo dovere morale, implica una serie di conseguenze teoriche e pratiche su di una molteplicità di piani diversi e collegati tra loro e rappresenta il nucleo di partenza anche temporale del pensiero pedagogico di Sergio Neri. Nucleo dal quale si possono dipanare tutte le altre idee e proposte che si sviluppano, si intrecciano e si confermano reciprocamente nel corso degli studi e delle esperienze successivi.
In classe vuol dire innanzi tutto differenziare i percorsi formativi, cioè attuare una prassi didattica flessibile, capace di valorizzare le competenze di cui ogni alunno è in possesso.
L'esperienza delle colonie estive in cui bambini e ragazzi disabili sono inseriti in gruppi di lavoro o di gioco, rappresenta un esempio di possibile inserimento di quegli stessi bambini e ragazzi nelle classi "normali".
Come per il bambino selvaggio di Itard o come per i ritardati mentali della Montessori (il cui pensiero Neri studia assiduamente), egli sostiene che la non educabilità assoluta non esiste. Occorre mettere in campo la competenza scientifica, i valori ideali (non il volontarismo ideologico), la disponibilità umana a "vivere" con i bambini: perché sono queste le caratteristiche che permettono all'educatore di conoscere e identificare l'area di potenziale sviluppo presente in ogni bambino, in modo tale che su questa si possa fondare la prassi quotidiana.

## Le colonie estive

### La colonia di Saint-Hilaire
Il 1964 vede il giovane Sergio Neri "monitore" presso la colonia estiva di Saint-Hilaire sulla costa atlantica della Vandea.
Va ricordato che la storia delle colonie francesi viene da lontano ed è arricchita da un'evoluzione nel senso della scientificità di impostazione e della democraticità di fini e metodi, di gran lunga più avanzati di quelli italiani.
Saint-Hilaire è un piccolo centro, ottimo dal punto di vista climatico, distante dai luoghi di vacanza più turisticizzati, nel quale vengono inviati, per il soggiorno estivo, bambini e ragazzi di Villejuif, sobborgo della banlieu parigina che non brilla per salubrità. La colonia è separata dal mare da una serie di dune e da un bosco che spesso sono meta di escursioni da parte dei piccoli ospiti. La conoscenza di Villejuif da parte di Neri è dovuta al fatto che la cittadina è gemellata con Mirandola e tra le due avvengono scambi piuttosto frequenti.
Saint-Hilaire non è la perfezione, ma è un luogo nel quale un'ottima architettura, un grande rispetto per l'ambiente e una intelligente organizzazione di spazi, tempi e attività si uniscono e in cui vengono messi in atto i grandi progressi compiuti in campo educativo negli ultimi venti anni.
La colonia è costituita da tante piccole costruzioni sparse a cerchio nel bosco in modo da ospitare attività, momenti e gruppi diversi. Al centro del circolo ci sono una radura e un boschetto a loro volta utilizzati in alcuni momenti della giornata. 
Nella sua tesi di Laurea, Le colonie in Italia e in Francia e l'azione dei CEMEA [Centres d'Entrainement aux Methodes d'Education Active] per la formazione del personale educativo e il loro rinnovamento, Neri così le descrive:
"Attualmente la colonia di vacanza si fonda su alcuni elementi originali, comuni a tutte le istituzioni francesi, che si possono così riassumere:
- Organizzazione di una vita collettiva di tipo comunitario: la colonia toglie i ragazzi alle famiglie per trasferirli in un nuovo ambiente, ponendoli in una situazione umana del tutto nuova, stimolante e dinamica…
- Impostazione della vita quotidiana: ad ogni atto della vita quotidiana viene restituito valore educativo. Così ogni momento della vita collettiva (il risveglio, il pasto, la pulizia personale, il riposo) assume grande importanza, perché il comportamento individuale e collettivo in questi diversi momenti crea stili vari e tipi diversi di vita che si ripercuotono sulla vita affettiva degli individui.
- La colonia come insieme coerente di attività e tempo libero: non vi è nessun programma di tipo scolastico, ma numerose possibilità sono offerte alla scelta del ragazzo. Così le iniziative spontanee da svilupparsi nei vasti spazi verdi hanno sostituito le attività imposte e l'associazione con i compagni è ricercata…
- Metodo ispirato alla fiducia nel ragazzo e nell'uomo: i rapporti tra adulti e ragazzi sono ispirati a fiducia. Gli adulti condividono la vita dei ragazzi e stabiliscono con essi relazioni semplici, ma ricche e sincere. Non si pongono problemi di autorità formale, ma l'adulto vive con i ragazzi collaborando con consigli, con suggerimenti, con l'esempio del suo comportamento e la manifestazione del suo affetto. Così l'apprendimento delle norme sociali si realizza in condizioni positive, alla cui base sono la possibilità di soddisfare i propri bisogni e interessi, la presenza di un ambiente ricco e attivo, le esigenze della vita collettiva e la responsabilità da assumere. La possibilità di realizzare una siffatta comunità risiede nella presenza e nell'efficace operosità di educatori che siano essi stessi educati in senso comunitario. Alla formazione di essi provvedono in gran parte i CEMEA".

### Le colonie estive italiane
Naturalmente anche nelle colonie estive italiane dirette da Sergio Neri il valore salutistico non è messo in discussione. Ciò che si diversifica rispetto alla colonia tradizionale in uso nel nostro Paese fino a quel momento, è un cambiamento radicale di organizzazione interna. E precisamente:
- il rapporto numerico bambini-operatore (10 a 1) conseguenza della diminuzione della presenza contemporanea fino a 80-90 ragazzi per turno;
- la personalizzazione del rapporto per cui ogni bambino è "quel" bambino che l'educatore conosce e chiama per nome, senza che sia possibile confonderlo nella massa;
- l'organizzazione delle attività sia per gruppo (più piccolo o più grande), sia per tipo (più vivaci o più calme) che si alternano nel corso della giornata;
- il ritmo sonno-veglia che diventa più rispettoso delle esigenze fisiche di ciascuno perdendo l'obbligatorietà del rito collettivo;
- la siesta che può sostituire per i ragazzi più grandi il riposo obbligatorio a letto nel primo pomeriggio e prevede attività calme come letture, disegno, riordino di raccolte e piccole collezioni ecc.;
- la predisposizione di escursioni-esplorazioni ambientali e di occasioni ludiche e sportive in cui i bambini liberi da doveri scolastici ma non dalle regole della convivenza si sperimentano in giochi di gruppo e imparano a socializzare ciascuno nella sua diversità;
- le kermesses grandi feste collettive (almeno una per turno) che durano tutto il giorno, prevedono la preparazione di cibi e la costruzione (con materiali di risulta: stracci, nastri, carta crespa, ecc.) di maschere e travestimenti e alle quali partecipano genitori e invitati.

### Gli operatori
Non va dimenticato che per molti bambini la colonia estiva è la prima occasione di allontanamento dalla famiglia per vivere in un ambiente tutto nuovo per un certo numero di giorni. In base a ciò, all'operatore si chiede sensibilità e attenzione sempre, ma in questo primo momento, che spesso è critico, ancora di più. Analogamente gli si chiede una programmazione/preparazione quotidiana delle attività, nonché, su un altro fronte, la capacità di vivere con i bambini.
Propedeutica ad ognuna di tali caratteristiche è da una parte la selezione dei monitori, dall'altra la frequenza ad una serie di stages di studio e di lavoro di gruppo in cui ogni aspetto della vita di colonia viene considerato:
- lezioni di carattere pedagogico, didattico, professionale; discussioni di gruppo sui problemi della vita quotidiana (arrivo in colonia, formazione dei gruppi, veglia, pranzo, ecc.);
- tecniche per l'impiego del tempo libero (giochi di movimento, canti, sport, grandi giochi all'aperto);
- giochi di espressione: gioco drammatico, burattini, ecc.;
- tecniche di lavoro manuale;
- costruzioni all'aria aperta (es. capanne, angoli di gioco, ecc.);
- tecniche per lo studio d'ambiente e inchieste relative.

## La scuola è per tutti
Trasferire l'esperienza estiva nella quotidianità della scuola è operazione molto complessa.
Anche se nei primi anni sessanta vengono abolite le classi differenziali (dove erano parcheggiati bambini disabili o anche semplicemente svantaggiati o non scolarizzati) e ciò potrebbe significare l'avvio del diritto allo studio per tutti e l'integrazione di tutti nella scuola normale, Sergio Neri si rende conto che per dare concretezza alla norma occorre operare su più fronti.
In pratica occorre coordinare tra loro due realtà quasi opposte: innovazione, plasticità, rispetto di tutti da una parte e rigidità burocratica e istituzionale dall'altra.
In quegli anni, infatti, un insieme di esperienze fortemente innovative animano il corpo vivo della scuola: soprattutto quella dell'obbligo e in particolare la scuola elementare. Mario Lodi, Bruno Ciari nella scuola elementare, Don Milani nella scuola media, Loris Malaguzzi nella scuola dell'infanzia, con le loro proposte e le loro pratiche tendono a superare una certa rigidità burocratica persistente al di là delle dichiarazioni di legge.
Nel corso degli anni settanta sul piano istituzionale, si apre per la scuola un periodo di grande fervore legislativo che cerca - non sempre riuscendovi - di dare risposte alla domanda di cultura, di partecipazione e di rinnovamento che sale dalla società civile. Anche gli Enti Locali, in primo luogo le Regioni, legiferano su vari aspetti del sistema scolastico occupandosi soprattutto di formazione.

### Il Charitas
È negli anni settanta che Sergio Neri attua una grande trasformazione dell'Istituto Charitas di Modena. L'Istituto raccoglieva bambini e ragazzi disabili e con gravi patologie, provenienti anche da diverse parti del Paese e che qui vivevano in condizioni disumane. Egli rivoluziona completamente tali condizioni, riconoscendo ai ragazzi il diritto ad una vita civile ed umana e iniziando un'opera educativa, sociale, politica basata sulla sensibilità e la partecipazione degli educatori; riorganizzando le strutture interne, e il funzionamento dell'Istituto; aprendo le sue porte al mondo esterno che i ragazzi iniziano a frequentare a partire dalle colonie. Tale operazione contribuisce a rendere visibile il problema dell'handicap e dell'integrazione alla stessa cittadinanza, fino ad allora inconsapevole delle condizioni dell'Istituto così come ad allargare il dibattito, in corso nello stesso periodo, sulla deistituzionalizzazione.

### Diritto allo studio ed ente locale
Attuare il diritto allo studio per tutti, cioè integrare tutti nella scuola comune, toglie la scuola stessa dalla sua autosufficienza, ponendola al centro di una rete di relazioni e di agganci sul territorio.
Il primo e naturale referente della scuola, anche per la sua collocazione è l'Ente Locale che è il rappresentante diretto del territorio stesso e della comunità che vi è insediata. Secondo Neri, non deve trattarsi di una relazione generica o generalizzata, deve al contrario essere precisa e puntuale: perciò deve occuparsi di un problema alla volta e ogni volta stipulare un patto chiaro e circoscritto.
Nel Comune di Modena, Neri partecipa all'organizzazione dei doposcuola comunali nelle scuole elementari. I doposcuola a Modena sono un'esigenza fortemente sentita dalla popolazione a causa della forte presenza di donne che lavorano. Dopo le prime inevitabili iniziali difficoltà, anche in questo settore si aprono innovazioni che porteranno ad attuare, in via sperimentale e in accordo con le Direzioni Didattiche, forme di tempo pieno che preludono ai principi contenuti nei Programmi del 1985.
La scuola ha il compito di realizzare progetti culturali e procedure didattiche di qualità anche attraverso l'estensione del tempo scolastico, dove si effettui la cooperazione tra gli insegnanti, il lavoro di gruppo, il rapporto stretto tra apprendimento e insegnamento che offre agli alunni una possibilità di maturazione attraverso una pluralità di linguaggi e di esperienze. È difficile e artificioso distinguere tra attività didattiche da intendersi come insegnamento delle materie principali e attività integrative, tra insegnamento normale e attività di recupero e di sostegno.
Non va dimenticato a questo punto che il diritto allo studio per tutti si attua solo se la scuola si fa carico anche dei soggetti maggiormente in difficoltà, ed è per questo che Sergio Neri inizia ad inserire nella scuola comune bambini e ragazzi disabili utilizzando insegnanti del Comune di Modena e anticipando in questo modo la legislazione che sancisce il diritto di accedere alla scuola dell'obbligo e dei successivi ordini scolastici per tutti (Legge 4 agosto 1977 n. 517).

## Le scuole dell'infanzia
A metà degli anni settanta Sergio Neri ricopre l'incarico di consulente pedagogico per le scuole dell'infanzia del Comune di Modena, incarico che mantiene fino al 1987. Prima di lui l'incarico era stato affidato a Loris Malaguzzi che poi accetterà l'incarico per il Comune di Reggio Emilia. Con la presenza di Sergio Neri la scuola dell'infanzia acquisisce l'identità di scuola a tutti gli effetti: il modello "materno" vigente a livello nazionale viene profondamente ridiscusso, collocando la scuola dell'infanzia all'interno del sistema formativo di base. La scuola dell'infanzia a Modena proponeva già a metà degli anni sessanta il diritto allo studio fin dai tre anni. In breve furono costruite diverse scuole e avviata un'esperienza in cui si profilava un ambiente educativo adeguato alle capacità e alle dimensioni di sviluppo dei bambini e insieme innovazioni come la compresenza degli insegnanti, la formazione dei Consigli di gestione, la partecipazione dei genitori. La presenza di Neri dà un impulso eccezionale a questo sfondo con un progetto a largo respiro che lega l'esperienza dell'Ente Locale alle ricerche in campo psicologico e pedagogico più avanzate a livello nazionale.
Il progetto di Sergio Neri per la scuola dell'infanzia si fonda sui seguenti elementi:
- La formazione degli insegnanti. È necessario che gli insegnanti si approprino di saperi e di procedure didattiche tali da uscire dalla occasionalità e dalle attività frammentarie (proprie della scuola materna) per organizzarsi in percorsi a lungo termine in cui abbiano spazio l'esperienza e le competenze dei bambini, la loro autonomia, le loro potenzialità cognitive, affettive, sociali. La formazione viene organizzata in gruppi differenziati per varie discipline (lingua, arte, scienza, matematica, educazione motoria) sulla base di una scelta individuale di ogni insegnante, ma con l'intento di costruire in ogni scuola un team di insegnanti con diverse competenze da integrarsi in un progetto e in procedure metodologiche organiche. Ogni disciplina è affidata a professori universitari particolarmente interessati ai processi educativi dei bambini piccoli: Francesco De Bartolomeis (Università di Torino), Maria Arcà, Paolo Guidoni, Paolo Mazzoli, Marina Formisano (Università La Sapienza di Roma), Giacomo Stella (Università di Urbino), Hermina Sinclair (Centro J. Piaget di Ginevra), Maria G. Bartolini Bussi (Università di Modena e Reggio Emilia), Centro di educazione motoria di Modena. Inoltre vengono affidate a insegnanti specialisti le attività di musica e inglese. Si costruisce così un rapporto tra il sapere organizzato e il sapere comune con processi di adattamento continuo tra esperienza, linguaggi e saperi sistematici. Particolare attenzione Neri rivolge all'ambiente educativo, ricco di stimoli, materiali, oggetti e di relazioni affettive ed umane dove possono crescere situazioni di gioco, collaborazione e aiuto reciproco e all'organizzazione dei tempi e degli spazi mirata al benessere dei bambini.
- L'idea della costruzione dei saperi: essi sono strumenti per interpretare il mondo a disposizione delle insegnanti e come mediazione per la crescita dei bambini. I saperi sono fondamentali per Sergio Neri non solo come materie trasmesse dalla scuola, ma per l'intera società. Egli afferma che la ricchezza di un Paese, dipende dalla possibilità di produrre e dalla capacità di scambiare e di fruire dei saperi, e soprattutto dal potenziale creativo che si costituisce attraverso i processi educativi. A testimonianza di questi principi, Sergio Neri progetta la mostra Vent'anni nel Duemila[4] che l'Amministrazione Comunale di Modena realizza e di cui Sergio Neri cura il catalogo.
- Il riconoscimento della funzione, del ruolo e delle competenze degli Insegnanti e della progettualità collegiale nel collettivo di lavoro. Vengono migliorate le condizioni di lavoro delle insegnanti dando vita all'abbinamento: modificando opportunamente gli orari di servizio, le due insegnanti di ogni sezione possono essere compresenti per tutto l'arco della mattinata. Non è questo un cambiamento soltanto funzionale, ma sostanziale della concezione stessa della scuola; il modello di socialità offerto ai bambini dalle insegnanti che lavorano insieme e l'apertura al lavoro di gruppo tra le insegnanti di ogni scuola, conducono ad una maggiore attenzione verso i bisogni psicologici dei bambini, alla ricerca della personalizzazione degli interventi educativi e alla creazione di spazi di autonomia per i bambini stessi[5].
- La ridefinizione dei rapporti con le famiglie e con gli organi di gestione delle scuole, valorizzandoli sulla base dei reciproci compiti educativi e formativi; vengono infatti modificati gli esistenti Comitati dei genitori, composti da genitori e insegnanti, per dare forma ai Consigli Scuola-Città, che estendono la partecipazione al personale ausiliario, alle organizzazioni sindacali e ai rappresentanti dei quartieri cittadini.

L'idea fondante è quella di una scuola che si apra e si rinnovi nei suoi metodi e nei suoi fini a un "contesto sociale che si offra non solo a recepire, ma a stimolare una nuova concezione dei poteri, delle presenze e degli apporti dei cittadini, dei modi e dei tempi con cui democraticamente discutere e risolvere le comuni vicende".
Sergio Neri partecipa alla Commissione che elabora gli "Orientamenti dell'attività educativa nelle scuole materne statali" del 1991 delineando un'idea di scuola che riconsegna ai bambini autonomia, identità e competenze e agli insegnanti la possibilità di agire sulla base di curricoli che, fuori da ogni precocismo, tengono conto oltre che dei sistemi simbolico-culturali, dell'esperienza dei bambini, delle loro esperienze ludiche, e dei legami con la comunità di vita e con il mondo immaginario.

## Centri di formazione e di documentazione
Nel 1982 Sergio Neri con il contributo di Mauro Serra crea a Modena il CDE (Centro di Documentazione Educativa) e il CDH (Centro Documentazione Handicap) poi. Il CDE è innanzitutto un centro di risorse al servizio della scuola che si caratterizza come un luogo di attrezzature per la documentazione, come rete di esperienze riutilizzabili, come sede di incontri formativi. Ma è anche un luogo di relazioni interpersonali e istituzionali che si avvale di un comitato tecnico-scientifico tramite il quale confrontarsi costantemente con il Provveditorato agli Studi. Tale confronto assiduo e produttivo con i dirigenti scolastici sfocia nella stipula di una Convenzione con le Direzioni Didattiche del 1999/2000 fino al primo Patto per la Scuola del 2000/2001, grazie anche alla legge sull'Autonomia scolastica (L. 15 marzo 1997, n. 59).
CDE, CDH, Itinerari Scuola-Città, Centro Interculturale daranno luogo, successivamente, alla nascita di MEMO (Multicentro Educativo Modena "Sergio Neri").

### Formazione degli insegnanti
Nell'elaborazione di curricoli mirati e flessibili occorre coinvolgere soprattutto gli insegnanti, tutti e non solo gli insegnanti di sostegno. Quest'ultimo fattore, rappresenta per tutti gli ordini di scuola, l'ampio e mai concluso spaccato della formazione culturale e professionale dei docenti. A questo proposito, la prima esigenza sottolineata da Neri è che l'insegnante sia una persona colta, curiosa, sensibile. È necessaria la formazione universitaria per tutti (a partire dalla scuola dell'infanzia); in secondo luogo si collocano l'aggiornamento in servizio ed un tipo di formazione che sappia far incontrare gli insegnanti con i centri di ricerca più avanzati, con personalità e studiosi di ambiti culturali vari, in modo da collegare costantemente l'azione educativa con le prospettive aperte dalle varie scienze dell'educazione. L'insegnante deve essere dotato di un'adeguata preparazione psicologica, pedagogica e didattica, oltre alla capacità di relazione. Lo stesso Neri ha percorso la Penisola in lungo e in largo chiamato da Amministrazioni locali o scolastiche per organizzare e dirigere corsi di aggiornamento per i docenti.

## Scuola ed extra-scuola
La scuola, nella concezione di Sergio Neri, pur essendo la principale responsabile dell'istruzione dei giovani, non è tuttavia l'unica agenzia formativa. La complessità della vita attuale presuppone che ogni individuo sia dotato della migliore strumentazione culturale possibile per riuscire ad usufruire in modo attivo e consapevole delle opportunità che emergono nel sociale. Lo sport e le attività motorie soprattutto, ma anche lo studio dell'inglese, sono opportunità (che si leggono come bisogni sul versante personale) che non attengono - se non in casi privilegiati - alla famiglia o alla scuola nella sua generalità, ma appartengono ad un'area pre-istituzionale che un tempo era il luogo della chiesa e/o della strada ed ora si colloca prevalentemente nell'associazionismo e nel privato.
La vita di ogni persona - soprattutto nell'età evolutiva - è fatta dell'intreccio di questi tre tempi: tempo della famiglia, tempo della scuola, tempo libero. Il ruolo della scuola è fornire l'alfabetizzazione di base, essere artefice di cultura, ma al tempo stesso essere capace di modificare i propri fini e contenuti per collegarsi all'attività delle agenzie formative presenti sul territorio.

### Disabilità e rapporto con le ASL
Sergio Neri sostiene che sia necessario coinvolgere le ASL in una diversa formulazione di handicap, in modo da sostituire l'elenco delle carenze (deficit) di cui alcuni sono affetti, inutilizzabile in ambito didattico, con un quadro delle effettive potenzialità (per quanto residue) di cui ogni bambino o ragazzo dispone. E ciò in modo da costruire per ciascuno un percorso individualizzato, che deve riguardare non solo le sue capacità e attitudini di scolaro, ma anche quelle più vaste e generali di persona che vive pure fuori dalla scuola.
Non va dimenticato che anche un ragazzo affetto da handicap non vive solo nella scuola o nella famiglia, ma anche in quel più vasto mondo fuori, nei gruppi amicali e nel sociale, che bisogna conoscere per capire quale tipo di ruolo ha la scuola in rapporto a quel mondo. Al termine degli studi poi, si pone il grande problema del passaggio al lavoro, che non può essere solo addestramento al livello più basso, ma deve rappresentarsi anche come formazione professionale. Proprio a proposito di integrazione delle persone con disabilità si pone l'esigenza di una banca-dati nella quale raccogliere le esperienze accumulate, i risultati ottenuti e le strategie adottate.
In sintesi: l'integrazione di un ragazzo disabile, che tenga conto dei fattori sopra indicati, costituisce l'esempio di un sistema formativo integrato.

## Opere

### Opere di Sergio Neri
- Le colonie in Italia ed in Francia e l'azione dei CEMEA per la formazione del personale educativo e per il loro rinnovamento, Università degli studi di Bologna, Facoltà di Magistero, Corso di Laurea in Pedagogia, 1967 (tesi di laurea, in consultazione presso Memo - Multicentro Educativo Modena "Sergio Neri")
- Antonio Labriola educatore e pedagogista, 1968, Ufficio editoriale Pico, Modena - Mirandola
- Pensiero pedagogico ed esperienze metodologiche e didattiche, coautore: E. Baraldi, 1969, Ufficio editoriale Pico, Modena - Mirandola
- Il gioco degli incastri: guida pratica per l'integrazione degli handicappati: famiglia, scuola, lavoro, tempo libero, servizi socio-sanitari, barriere architettoniche, coautore: Camillo Valgimigli, prefazione: Michele Zappella, 1980, Edizioni del Cerro, Pisa
- Proposte metodologiche, in G. Sciacovelli (a cura di), Guida al tirocinio della scuola materna, 1980, Fabbri, Milano
- La metodologia della scuola dell'infanzia, in G. Sciacovelli (a cura di), Guida al tirocinio della scuola materna, 1980, Fabbri, Milano
- Handicap, socializzazione, apprendimento, coautori: Giuseppe De Luca, Camillo Valgimigli, con la collaborazione di Mara Liverani, presentazione di Luigi Cancrini, 1981, Il pensiero scientifico, Roma
- Handicap e tempo libero: il posto del tempo libero nell'integrazione sociale dell'handicappato, ruolo e compiti dell'ente locale, delle istituzioni e dell'associazionismo sportivo, ricreativo e culturale, coautore: Mario Brotini, a cura del Comitato unitario handicappati Livorno, 1982, Edizioni del Cerro, Tirrenia
- Il "tempo" scolastico, in B. Vertecchi, Scuola Elementare e Nuovi Programmi, 1982, La Nuova Italia, Firenze
- Pedagogia, Metodologia e didattica, Psicologia dell'apprendimento, in Giovanni Sciacovelli (a cura di), Formazione e aggiornamento: sapere e saper fare: per una professionalità dei docenti nella scuola elementare, 1982, Fabbri, Milano
- Per un progetto educativio integrale, in Se la fantasia cavalca con la ragione: prolungamenti degli itinerari suggeriti dall'opera di Gianni Rodari: convegno nel decennale della "Grammatica della fantasia" Reggio Emilia, 10-12 novembre 1982, a cura di Carmine de Luca, 1983, Juvenilia, Bergamo
- I nostri figli a scuola, 1986, Fabbri, Milano
- La nuova scuola materna: il posto del curricolo, in Ente nazionale assistenza magistrale, Il nuovo progetto educativo della scuola materna: convegno nazionale di aggiornamento professionale, Fiuggi 11-12-13-14 gennaio 1991, promosso dall'Enam Ente Nazionale di Assistenza Magistrale Roma
- Il curricolo, Elementi del modello organizzativo, in Giuseppina Rubagotti (a cura di), Manuale di formazione e aggiornamento per i docenti della scuola materna, coordinamento pedagogico di sergio Neri e Giovanni Sciacovelli, 1992, Fabbri, Milano
- Il curricolo del nuovo progetto educativo della scuola materna, in Gli orientamenti per la scuola materna, Studi e documenti degli annali della Pubblica Istruzione, n. 63, 1993, Le Monnier, Firenze
- Il manuale della nuova scuola elementare: problemi e motivi culturali, pedagogici, metodologico-didattici, organizzativi e giuridico-istituzionali, coautori: Nunziante Capaldo, Luciano Rondanini, 1994, Fabbri, Milano
- La scuola delle autonomie. Impegni e prospettive dell'Osservatorio Nazionale per l'integrazione scolastica, in Handicap, vol. 13, n. 79, 1998, Ufficio Stampa del Comune di Prato, Prato
- Il manuale della nuova scuola dell'infanzia, coautori: N. Capaldo [et al.], 1999, Fabbri, Milano
- Il manuale della scuola elementare: l'autonomia, i programmi, la riforma, i cicli, i moduli, i saperi, gli ambiti, l'organico funzionale, l'unitarietà ... , coautori: Nunziante Capaldo, Luciano Rondanini, 1999, Fabbri, Milano
- Guida Fabbri 2000: per gli insegnanti della scuola primaria, coautore: Dino Cristanini, 2000, Fabbri, Milano

### Opere a cura di Sergio Neri
- Guida Fabbri per gli insegnanti elementari  a cura di Sergio Neri e Delfino Tinelli, 1987, Fabbri, Milano
- Ipotesi di piano di interventi volti alla educazione degli adulti, a cura di Sergio Neri, Mario Benozzo, Vanna Tori, 1987, Provincia di Modena, Assessorato istruzione, formazione professionale e politiche del lavoro, Comitato tecnico scientifico per l'educazione degli adulti, Modena
- Pluralità dei docenti e organizzazione della didattica: insegnare con i nuovi programmi nella scuola elementare, a cura di Sergio Neri, 1988, Fabbri, Milano
- Guida Fabbri per gli insegnanti delle scuole materne, a cura di Sergio Neri e Delfino Tinelli, 1992, Fabbri, Milano, 2 volumi
- Guida Fabbri: per ambiti disciplinari e organizzazione modulare, a cura di Sergio Neri e Delfino Tinelli, 1992, Fabbri, Milano, 12 volumi
- Pedagogia, programmi e ordinamenti della nuova scuola elementare, Franco R. Ferraresi, Franco Frabboni, Egidio Lucchini, con la collaborazione di Sergio Neri e Giacomo Cives, 1995, La nuova Italia, Scandicci
- Guida Fabbri 2000 per gli insegnanti della scuola primaria, diretta da Sergio Neri e Dino Cristanini, 1997, Fabbri, Milano, 5 volumi
- La mente del bambino: atti del seminario di studi, Sorrento, 1-5 dicembre 1995, a cura di Sergio Neri e Giuseppe Velardo, 1997, Editor, Melito
- Mente simbolizzazione educazione infantile: atti del seminario di studi di Taormina, 12-14 dicembre 1996, a cura di Sergio Neri e Giuseppe Velardo, 1998, Ministero della pubblica istruzione, Roma
- L'educazione tra psicologia e biologia: atti del Seminario di studi, Modena, 14-16 dicembre 1997, a cura di Sergio Neri e Giuseppe Velardo, 1999, Servizio scuola materna, Direzione didattica, 7. Circolo, Modena
- Manuale per l'integrazione scolastica: i principi, le competenze, la buona pratica, a cura di Carlo Ricci, prefazione di Sergio Neri, 2001, Fabbri, Milano
- Tutti insieme: dalle esperienze alle competenze: attività e percorsi per la nuova scuola dell'infanzia, a cura di Sergio Neri e Dino Cristanini, 2001, Fabbri, Milano